# Fenoterol
Fenoterol là một chất chủ vận adrenoreceptor. Nó được phân loại là thuốc chủ vận giao cảm β2 và thuốc hen phế quản dạng hít.
Fenoterol được sản xuất và bán bởi Boehringer Ingelheim với tên Berotec N và kết hợp với ipratropium là Berodual N.
Nó đã được cấp bằng sáng chế vào năm 1962 và được đưa vào sử dụng y tế vào năm 1971 , nhưng vào những năm 1980, đã có những lo ngại về sự an toàn của nó và việc sử dụng nó có liên quan đến việc tăng nguy cơ tử vong (xem bên dưới).

## Tác dụng phụ và độc tính

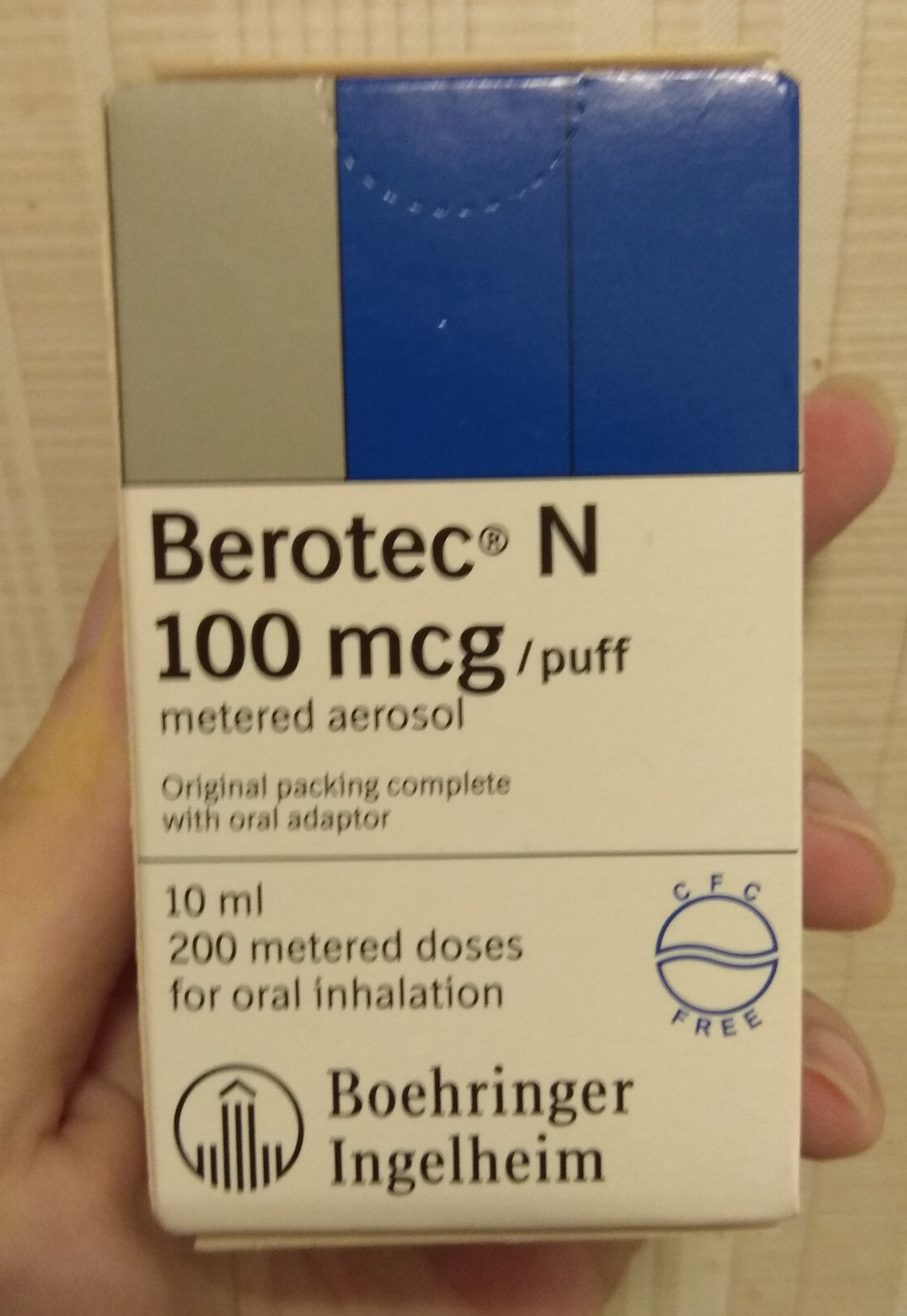
Fenoterol mang nhãn hiệu Berotec

Fenoterol là một chất chủ vận β2 tác dụng ngắn cũng kích thích thụ thể β1. Fenoterol có độc tính trên tim mạch nhiều hơn isoprenaline hoặc salbutamol. Fenoterol được sử dụng rộng rãi ở New Zealand vào cuối những năm 1970 và 1980 cho đến khi nó được loại bỏ khỏi thuế quan New Zealand năm 1989 vì việc giới thiệu và sử dụng rộng rãi có liên quan đến dịch bệnh hen suyễn. Một loạt các nghiên cứu kiểm soát trường hợp đã chứng minh rằng bệnh nhân hen sử dụng fenoterol có nhiều khả năng tử vong vì hen hơn so với các biện pháp kiểm soát được điều trị bằng thuốc chủ vận beta thay thế; nguy cơ tử vong do hen suyễn đặc biệt cao ở những người mắc bệnh hen nghiêm trọng. Tỷ lệ tử vong đã giảm sau khi rút fenoterol  mà không có bằng chứng ủng hộ một lời giải thích khác cho sự gia tăng đột ngột và giảm tử vong do hen suyễn. Dữ liệu không hỗ trợ gây nhiễu bởi mức độ nghiêm trọng như lời giải thích cho tỷ lệ tử vong vượt mức. Có những chất chủ vận beta tác dụng ngắn thay thế không liên quan đến tăng tỷ lệ tử vong, ví dụ như salbutamol.

## Stereoisomer
5- (1-Hydroxy-2- {[2- (4-hydroxyphenyl)-1-methylethyl] amino} ethyl) benzen-1,3-diol là một phân tử có hai trung tâm lập thể khác nhau. Do đó, bốn đồng phân lập thể có thể tồn tại, (R, R)-, (R, S)-, (S, R)- và (S, S)-st bdisomers (xem hình bên dưới). Fenoterol là một racemate của (R, R)- và (S, S)- enantiomers. Racemate này có hiệu quả gấp 9 đến 20 lần, so với racemate của (R, S)- và (S, R)-enantiomers.

Bốn đồng phân lập thể của 5- (1-hydroxy-2- {[2- (4-hydroxyphenyl)-1-methylethyl] amino} ethyl) benzen-1,3-diol